# Christiane Mariane von Ziegler

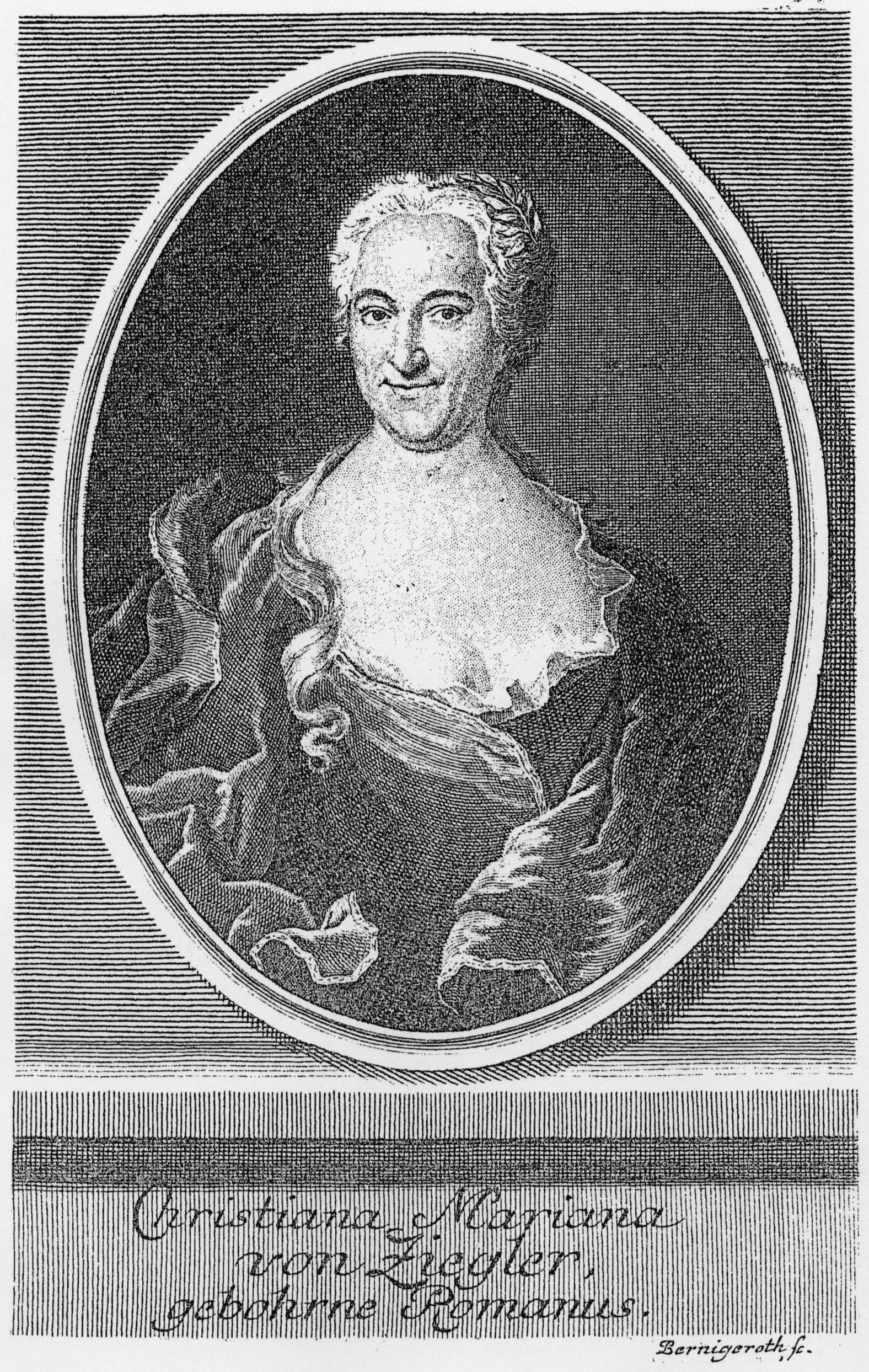
Christiana Mariana von Ziegler. Afbeelding van Martin Bernigeroth, 1728

Christiane Mariane von Ziegler (geboren Romanus) (Leipzig, 30 juni 1695 – Frankfurt aan de Oder, 1 mei 1760) was een achttiende-eeuwse tekstdichteres. 
Christiane Mariane Romanus werd geboren in een invloedrijke familie uit Leipzig. Familieleden van haar waren advocaat, rechter en actief in de politiek. Haar vader, Franz Conrad Romanus, was burgemeester van Leipzig. In 1706 werd haar vader echter gevangengezet op beschuldiging van het verduisteren van geld en het vervalsen van bankwissels. Haar vader zou tot zijn dood veertig jaar later vastzitten, zonder ooit berecht te zijn. Dit beïnvloedde de maatschappelijke positie van de rest van de familie echter niet. 
Op 16-jarige leeftijd, in 1711, huwde Christiane Mariane met Heinrich Levin von Könitz. Deze stierf echter al in 1712, kort na de geboorte van hun dochter Johanna Mariana Henriette von Könitz. In 1715 trouwde Christiane Mariane opnieuw, ditmaal met de kapitein Georg Friedrich von Ziegler. Een jaar later kregen zij een dochter Carolina Augusta Louisa von Ziegler. 
Georg Friedrich von Ziegler overleed in 1722 en korte tijd later overleden ook haar beide dochters. 
Tweemaal weduwe en beide kinderen verloren keerde Christiane Mariane von Ziegler op 27-jarige leeftijd terug naar haar ouderlijk huis in Leipzig, het Romanushaus. Omdat ze zeer vermogend was kon ze een onafhankelijk leven leidden en werd ze al snel een gerespecteerd lid van de society. In haar woning kwamen intellectuelen en artiesten samen om in ontspannen sfeer te discussiëren over muziek en literatuur. Bezoekers waren onder meer de componist Johann Sebastian Bach en de dichter Johann Christoph Gottsched. Op aanmoediging van Gottsched begon ze zelf ook te schrijven in deze periode. Bach maakte in 1725 een serie van negen cantates op door Von Ziegler geschreven teksten. BWV 68, 74, 87, 103, 108, 128, 175, 176 en 183 voor de tweede cantatejaargang (1724-25) na de plotse dood van zijn vaste librettist emeritus concrector van de Thomasschule te Leipzig, Andreas Stübel, vermoedelijk op 31 januari 1725. Deze teksten werden drie jaar later door Von Ziegler gepubliceerd in Versuch in gebundener Schreib-Art. Opvallend zijn de afwijkingen tussen de teksten van Bach en de uiteindelijk gepubliceerde teksten: onbekend is of Bach de wijzigingen heeft aangebracht of dat Von Ziegler zelf de teksten nog heeft aangepast.
In 1731 werd ze als eerste en enige vrouw lid van Gottscheds „Deutscher Gesellschaft" in Leipzig. Op 17 oktober 1733 kreeg ze van de universiteit van Lutherstadt Wittenberg de "Dichterkrone", een keizerlijk privilege, toegekend. Zes jaar later zou ze voor het laatst publiceren.
In 1741 trouwde ze met hoogleraar Balthasar von Steinwehr en verhuisde met hem naar Frankfurt aan de Oder. In Frankfurt aan de Oder overleed ze in 1760.